# Sainville (acteur)
Pour l’article homonyme, voir Sainville.
Étienne François Marie Morel, dit Sainville, né le 13 mai 1805 à Paris 4e et mort le 31 janvier 1854 à Pau, est un acteur français.

## Biographie
Fils d'un maître d'hôtel, Sainville commence sa vie professionnelle comme employé de commerce dans la capitale. Il ressent très vite une vocation d'acteur dramatique en s'essayant sur des scènes d'amateurs. Ses parents, pour tâcher de l'en détourner, le place à Bordeaux chez un courtier.
Il décide alors de s'engager dans une troupe de comédiens ambulants. Après quelques années difficiles, il se rend de nouveau à Paris où, vers 1827, il obtient un engagement au théâtre Montparnasse.
Le 6 juin 1831, il est recruté, lors de l'ouverture du théâtre du Palais-Royal, comme acteur et comme second régisseur. Il y joue d'innombrables rôles et devient un des acteurs les plus importants. Grâce à ses mimiques cocasses et à son rire convulsif et bête, il se montre incontournable pour les rôles de naïf, de béotien ou de grotesque.
Il meurt subitement à l'Hôtel des Voyageurs à Pau alors qu'il y était en tournée.

## Quelques-uns de ses rôles
- 1833 : Un matelot, d'Élie Sauvage et Gabriel de Lurieu, Théâtre du Palais-Royal
- 1839 : Rothomago, revue en un acte d'Hippolyte et Théodore Cogniard, représentée la première fois à Paris le 1er janvier 1839 au théâtre du Palais-Royal : Le père Lalouette[3].
- 1845 : Les Pommes de terre malades, de Clairville et Dumanoir, Théâtre du Palais-Royal : Pomme de Terre 1er.
- 1846 : L'Inventeur de la poudre, d'Eugène Labiche, Théâtre du Palais-Royal : le prince de Piombino.
- 1848 : Un jeune homme pressé, d'Eugène Labiche, Théâtre du Palais-Royal : Pontbichet.
- 1848 : Une chaîne anglaise, d'Eugène Labiche, Théâtre du Palais-Royal : Doublemard.
- 1848 : Une tragédie chez M. Grassot, d'Eugène Labiche, Théâtre du Palais-Royal : Agamemnon.
- 1849 : Les Manchettes d'un vilain, d'Eugène Labiche, Théâtre du Palais-Royal : Barbaro.
- 1850 : Le Sopha, d'Eugène Labiche, Théâtre du Palais-Royal : Schahabaham.
- 1850 : Embrassons-nous, Folleville !, d'Eugène Labiche, Théâtre du Palais-Royal : le marquis de Manicamp.
- 1851 : La Femme qui perd ses jarretières, d'Eugène Labiche, Théâtre du Palais-Royal : Laverdure.
- 1852 : Le Misanthrope et l'Auvergnat, d'Eugène Labiche, Paul Siraudin et Lubize, Théâtre du Palais-Royal : Chiffonnet.
- 1852 : Soufflez-moi dans l'œil, d'Eugène Labiche, Théâtre du Palais-Royal : Mouillebouche.
- 1852 : Mon Isménie, d'Eugène Labiche, Théâtre du Palais-Royal : De Vancouver.
- 1853 : Les Folies Dramatiques, de Dumanoir et Clairville : Grosmenu.
- 1853 : Le bourreau des crânes, de Paul Siraudin et Édouard Lafargue, Théâtre du Palais-Royal : Longjumeau.
- 1853 : Un chapeau qui s'envole, d'Alfred Delacour et Léon Morand, Théâtre du Palais-Royal : Barberousse.

Et aussi dans :
- 1840 : Trianon de Bayard jeune et L. Picard
- 1841 : Le Vicomte de Létorières de Bayard jeune et Dumanoir